# Ecuación diferencial ordinaria de Riccati
La ecuación de Riccati es una ecuación diferencial ordinaria, no lineal de primer orden, inventada y desarrollada en el siglo XVIII por el matemático italiano Jacopo Francesco Riccati, con el fin de analizar la hidrodinámica. En 1724 publicó una investigación multilateral de la ecuación, llamada, por iniciativa de D'Alembert (1769): Ecuación de Riccati. La investigación de la ecuación de Riccati convocó el esfuerzo de varios matemáticos:  Leibniz,  Goldbach, Juan Bernoulli y sus hijos Nicolás y Daniel Bernoulli, y  posteriormente, a  Euler.
Generalmente, esta  ecuación la presentan en la forma:

{\displaystyle {\frac {dy}{dx}}+p(x)y+q(x)y^{2}=f(x)}.

## Integración
Esta ecuación se resuelve si previamente se conoce una solución particular, sea {\displaystyle y_{1}(x)\,\!}.
Conocida dicha solución, se hace el cambio:

{\displaystyle y(x)=z(x)+y_{1}(x)\,\!}

y reemplazando, se obtiene:

{\displaystyle {\frac {dy}{dx}}=-p(x)y-q(x)y^{2}+f(x)={\frac {dz}{dx}}+{\frac {dy_{1}}{dx}}}

es decir:

{\displaystyle -p(x)y-q(x)y^{2}+f(x)={\frac {dz}{dx}}-p(x)y_{1}-q(x)y_{1}^{2}+f(x)}

{\displaystyle \Rightarrow {\frac {dz}{dx}}=p(x)(y_{1}-y)+q(x)(y_{1}^{2}-y^{2})}

lo que equivale a:

{\displaystyle {\frac {dz}{dx}}=-p(x)z-q(x)(z^{2}+2zy_{1})}

{\displaystyle \Rightarrow {\frac {dz}{dx}}=-(p(x)+2q(x)y_{1})z-q(x)z^{2}}

que corresponde a una ecuación diferencial de Bernoulli.

### Observación
Obsérvese que si se hace la sustitución:

{\displaystyle y(x)=y_{1}(x)+{\frac {1}{z(x)}}}

propuesta por Euler en la década de 1760 esto lleva directamente a una ecuación lineal diferencial de primer orden.
| Demostración: {\displaystyle {\frac {dy}{dx}}=-p(x)y-q(x)y^{2}+f(x)={\frac {dy_{1}}{dx}}-{\frac {1}{z^{2}}}{\frac {dz}{dx}}} {\displaystyle \Rightarrow -p(x)y-q(x)y^{2}+f(x)=-{\frac {1}{z^{2}}}{\frac {dz}{dx}}-p(x)y_{1}-q(x)y_{1}^{2}+f(x)} {\displaystyle \Rightarrow {\frac {1}{z^{2}}}{\frac {dz}{dx}}=p(x)(y-y_{1})+q(x)(y^{2}-y_{1}^{2})} teniendo en cuenta que {\displaystyle y=y_{1}+{\frac {1}{z}}} {\displaystyle \Rightarrow {\frac {1}{z^{2}}}{\frac {dz}{dx}}={\frac {p(x)}{z}}+q(x)({\frac {1}{z^{2}}}+{\frac {2y_{1}}{z}})} {\displaystyle \Rightarrow {\frac {dz}{dx}}-(p(x)+2q(x)y_{1})z=q(x)} ∎ |

| Ejemplo: Sea la EDO de Ricatti {\displaystyle {\frac {dy}{dx}}=-2xy+y^{2}+x^{2}} una solución particular es {\displaystyle y_{1}(x)=x+1} luego: {\displaystyle {\frac {dy}{dx}}=-\underbrace {2x} _{p(x)}y+\underbrace {1} _{-q(x)}y^{2}+\underbrace {x^{2}} _{f(x)}} {\displaystyle \Rightarrow {\frac {dz}{dx}}-(\underbrace {2x} _{p(x)}+2(\underbrace {-1} _{q(x)})(\underbrace {x+1} _{y_{1}}))z=\underbrace {-1} _{q(x)}} {\displaystyle \Rightarrow {\frac {dz}{dx}}-(2x-2x-2)z=-1} {\displaystyle \Rightarrow {\frac {dz}{dx}}=-2z-1} {\displaystyle \Rightarrow \int {\frac {dz}{-2z-1}}=\int {dx}} {\displaystyle \Rightarrow -{\frac {1}{2}}ln(2z+1)=x+C} {\displaystyle \Rightarrow 2z+1=Ce^{-2x}} {\displaystyle \Rightarrow z={\frac {Ce^{-2x}-1}{2}}} puesto que {\displaystyle y=y_{1}+{\frac {1}{z}}=x+1+{\frac {1}{z}}} {\displaystyle \Rightarrow z={\frac {1}{y-x-1}}} Luego la solución general es: {\displaystyle y=x+1+{\frac {2}{Ce^{-2x}-1}}} |

## Aplicación a la ecuación Schwarziana
Una aplicación importante de la ecuación de Riccati es en la ecuación diferencial Schwarziana de 3.er orden
{\displaystyle S(w):=(w''/w')'-(w''/w')^{2}/2=f}
que aparece en la teoría del mapeo conforme y funciones univalentes. En este caso, las ecuaciones están en el dominio complejo y la diferenciación es con respecto a una variable compleja. (El derivado de Schwarzian {\displaystyle S(w)} tiene la notable propiedad de que es invariante bajo las transformaciones de Möbius, es decir,  {\displaystyle S((aw+b)/(cw+d))=S(w)} siempre que {\displaystyle ad-bc} sea no cero.) La función {\displaystyle y=w''/w'}
satisface la ecuación de Riccati
{\displaystyle y'=y^{2}/2+f.}
Por lo anterior {\displaystyle y=-2u'/u} donde {\displaystyle u} es una solución del ODE lineal
{\displaystyle u''+(1/2)fu=0.}
Dado que {\displaystyle w''/w'=-2u'/u}, la integración da {\displaystyle w'=C/u^{2}}
por alguna constante {\displaystyle C}.  Por otro lado, cualquier otra solución independiente {\displaystyle U} o de la ODE lineal tiene un Wronskiano constante distinto de cero  {\displaystyle U'u-Uu'} que se puede tomar para ser {\displaystyle C} después de escalar.
Entonces
{\displaystyle w'=(U'u-Uu')/u^{2}=(U/u)'}
para que la ecuación de Schwarz tenga solución {\displaystyle w=U/u.}